# Pahtpää
Pahtpää este o arie protejată (arie specială de conservare — SAC, sit de importanță comunitară — SCI) din Estonia întinsă pe o suprafață de 4,8 ha, integral pe uscat.

## Localizare
Centrul sitului Pahtpää este situat la coordonatele 58°03′24″N 27°22′53″E / 58.0568°N 27.3814°E.

## Înființare
Situl Pahtpää a fost declarat sit de importanță comunitară în aprilie 2004 pentru a proteja 1 specie de plante. Situl a fost protejat și ca arie specială de conservare în septembrie 2005.

## Biodiversitate
Situată în ecoregiunea boreală, aria protejată nu include niciun habitat protejat.
La baza desemnării sitului se află o specie protejată de  plante: ochii-șoricelului (Saxifraga hirculus).
Pe lângă speciile protejate, pe teritoriul sitului au mai fost identificate 4 specii de plante.